# Neottiglossa cavifrons
Neottiglossa cavifrons är en insektsart som beskrevs av Carl Stål 1872. Neottiglossa cavifrons ingår i släktet Neottiglossa och familjen bärfisar. Inga underarter finns listade i Catalogue of Life.